# فيلبور توبيك
فيلبور توبيك هو ممثل بوسني (وحمل سابقاً جنسية جمهورية يوغوسلافيا الاشتراكية الاتحادية)، ولد في 1970 بموستار في البوسنة والهرسك.

## أعمال

### أفلام
- (2000) سناتش[1]
- (2005) مملكة السماء[2][3]
- (2009) هدف 3
- (2010) روبن هود[4][5][6]
- (2010) لندن بولفار[7]
- (2012) أطفال سراييفو[8]
- (2013) المستشار[9]
- (2014)  الاستخبارات السرية
- (2018)  سقوط[10][10]

## وصلات خارجية
- فيلبور توبيك على موقع IMDb (الإنجليزية)
- فيلبور توبيك على موقع ألو سيني (الفرنسية)
- فيلبور توبيك على موقع أول موفي (الإنجليزية)
- فيلبور توبيك على موقع قاعدة بيانات الأفلام السويدية (السويدية)
- فيلبور توبيك على موقع قاعدة بيانات الفيلم (الإنجليزية)
- فيلبور توبيك على موقع كينوبويسك (الروسية)